# Солонківська сільська територіальна громада
Солонківська територіальна громада — територіальна громада в Україні, в Львівському районі Львівської області. Адміністративний центр — село Солонка.
Площа території — 186,1 км², кількість населення — 13 341 особа (2020).
Утворена 13 липня 2017 року шляхом об'єднання Зубрянської, Поршнянської, Раковецької та Солонківської сільських рад Пустомитівського району.
12 червня 2020 року розширена шляхом долучення Вовківської та Жирівської сільських рад Пустомитівського району.

## Населені пункти
До складу громади входить 21 село:
- Вовків
- Грабник
- Деревач
- Жирівка
- Загір'я
- Зубра
- Ков'ярі
- Кугаїв
- Липники
- Малечковичі
- Милятичі
- Нагоряни
- Новосілка
- Підсадки
- Підтемне
- Поршна
- Раковець
- Селисько
- Солонка
- Товщів
- Хоросно